# Золотуха, Савва Иванович
Савва Иванович Золотуха (20 августа 1913, посёлок Петро-Марьевка, Луганской области — 30 апреля 1990, Электросталь, Московской области) — промышленный деятель, Герой Социалистического Труда (1970). Лауреат Ленинской премии и Сталинской премии третьей степени (1949).

## Биография
Савва Золотуха родился 20 августа 1913 года в посёлке Петро-Марьевка (ныне — город Первомайск в Луганской области Украины). Окончил среднюю школу, рабфак, Московский химико-технологический институт имени Менделеева. Проживал в городе Электросталь Московской области, работал на заводе № 12 Народного комиссариата боеприпасов, прошёл путь от мастера до начальника цеха. В годы Великой Отечественной войны при его участии производились бомбы, мины, снаряды для реактивных миномётов (в общей сложности около 240 миллионов штук).
С 1944 года Золотуха был главным инженером, а с 1946 года — главным технологом завода № 12. В 1946 году завод был передан в атомное ведомство. Золотуха участвовал в организации производства урана высокой чистоты, внёс большой вклад в снижение сложности и средствоёмкости процесса. Таким образом, он был одним из ведущих участников создания первой советской атомной бомбы. В 1951 году он стал главным инженером, а в 1959 году — директором завода № 12.
С 1954 года завод производил атомное топливо в мирных целях. Именно на этом заводе были произведены первые партии топлива для Обнинской АЭС, первых атомных подлодок и атомохода «Ленин». На заводе производились урановые блоки для крупнейших АЭС и предприятий страны, а позднее и для АЭС других государств.
При участии Золотухи было осуществлено строительство различных объектов социальной сферы в Электростали.
По мнению главы городского округа Электросталь Андрея Суханова, в том, что 30 августа 2013 года Электростали было присвоено почетное звание «Город Воинской и Трудовой Славы», большая заслуга Саввы Ивановича Золотухи и всего коллектива завода.
Скончался в 30 апреля 1990 года. Похоронен на Старом городском кладбище города Электросталь.
В 1998 году в честь Золотухи названа улица в Электростали, 3 сентября 2013 года на фасаде заводоуправления ОАО «МСЗ» была открыта мемориальная доска в честь 100-летия со Дня рождения С. И. Золотухи работы скульптора Д. А. Стритовича.

## Признание
- Указом Президиума Верховного Совета СССР от 6 апреля 1970 года за «большой вклад в развитие производства по выпуску чистого урана для атомных реакторов и атомных станций» Савва Золотуха был удостоен высокого звания Героя Социалистического Труда с вручением ордена Ленина и медали «Серп и Молот».
- Почётный гражданин Электростали.
- Ленинская премия
- Сталинская премия третьей степени (1949) — за освоение производства чистого металлического урана
- три ордена Ленина
- орден Красного Знамени
- два ордена Трудового Красного Знамени
- орден Красной Звезды[2]